# Landtagswahlkreis Düsseldorf IV
Der Landtagswahlkreis Düsseldorf IV ist ein Wahlkreis in Düsseldorf in Nordrhein-Westfalen. Er umfasst die Stadtbezirke 9 (Wersten, Himmelgeist, Holthausen, Reisholz, Hassels, Benrath, Urdenbach, Itter) und 10 (Garath, Hellerhof) sowie die Stadtteile Vennhausen und Unterbach, die dem Stadtbezirk 8 angehören.

## Landtagswahl 2022
Wahlberechtigt zur Landtagswahl 2022 waren 88.345 Einwohner des Wahlkreises. Die Wahlbeteiligung lag bei 55,0 %.
| Direktkandidat    | Erststimmen in % | Partei   | Zweitstimmen in % |
| ----------------- | ---------------- | -------- | ----------------- |
| Peter Blumenrath  | 36,4             | CDU      | 35,0              |
| Jürgen Bohrmann   | 26,6             | SPD      | 24,1              |
| Laura Litzius     | 7,0              | FDP      | 6,7               |
| Elmar Salinger    | 5,9              | AfD      | 5,8               |
| Yousra El Makrini | 19,6             | GRÜNE    | 19,7              |
| Julia Marmulla    | 2,4              | LINKE    | 2,1               |
| Sonstige          | 2,1              | Sonstige | 6,6               |

Der Wahlkreis wird durch den direkt gewählten Abgeordneten Peter Blumenrath (CDU) im Parlament vertreten, dessen parteiinterner Vorgänger Peter Preuß sich gegen eine erneute Kandidatur entschieden hatte.

## Landtagswahl 2017
Wahlberechtigt zur Landtagswahl 2017 waren 91.153 Einwohner des Wahlkreises. Die Wahlbeteiligung lag bei 65,2 %.
| Direktkandidat        | Erststimmen in % | Partei  | Zweitstimmen in % |
| --------------------- | ---------------- | ------- | ----------------- |
| Walburga Benninghaus  | 33,6             | SPD     | 28,6              |
| Peter Preuß           | 37,1             | CDU     | 31,5              |
| Martin-Sebastian Abel | 5,0              | GRÜNE   | 6,2               |
| Christine Rachner     | 9,7              | FDP     | 14,5              |
| Marc Olejak           | 1,7              | PIRATEN | 0,9               |
| Natalie Meisen        | 5,5              | LINKE   | 5,5               |
| Philipp Wöpkemeier    | 7,1              | AfD     | 8,7               |
| Übrige                | 0,5              | Übrige  | 4,0               |

Der Wahlkreis wird durch den direkt gewählten Abgeordneten Peter Preuß (CDU), der das Mandat nach fünf Jahren von der SPD zurückgewinnen konnte, im Parlament vertreten. Hingegen verpassten die bisherige Wahlkreisabgeordnete Walburga Benninghaus (SPD) und der Grünen-Kandidat Martin-Sebastian Abel den Wiedereinzug in den Landtag, weil ihr jeweiliger Listenplatz nicht zog. Der bisherige Piraten-Abgeordnete Marc Olejak schied aufgrund des Scheiterns seiner Partei an der 5-%-Hürde aus dem Parlament aus.

## Landtagswahl 2012
Wahlberechtigt zur Landtagswahl 2012 waren 93.255 Einwohner des Wahlkreises. Die Wahlbeteiligung lag bei 58,2 %.
| Direktkandidat              | Erststimmen in % | Partei  | Zweitstimmen in % |
| --------------------------- | ---------------- | ------- | ----------------- |
| Peter Preuß                 | 34,4             | CDU     | 27,2              |
| Walburga Benninghaus        | 42,5             | SPD     | 36,9              |
| Martin-Sebastian Abel       | 7,4              | GRÜNE   | 11,3              |
| Robert Orth                 | 5,2              | FDP     | 10,0              |
| Angelika Kraft-Dlangamandla | 3,1              | LINKE   | 2,9               |
| Andreas Mehrtens            | 7,5              | PIRATEN | 7,5               |

## Landtagswahl 2010
Wahlberechtigt zur Landtagswahl 2010 waren 93.910 Einwohner des Wahlkreises. Die Wahlbeteiligung lag bei 59,0 %.
| Direktkandidat              | Erststimmen in % | Partei     | Zweitstimmen in % |
| --------------------------- | ---------------- | ---------- | ----------------- |
| Peter Preuß                 | 40,4             | CDU        | 36,0              |
| Jürgen Büssow               | 37,1             | SPD        | 31,5              |
| Martin-Sebastian Abel       | 8,0              | GRÜNE      | 12,0              |
| Thomas Nicolin              | 3,9              | FDP        | 7,4               |
| Angelika Kraft-Dlangamandla | 5,3              | LINKE      | 6,1               |
| Karl-Heinz Fischer          | 1,4              | REP        | 1,2               |
| Alan Klaus                  | 0,1              | BüSo       | 0,1               |
| Vanessa Philippsen          | 0,3              | Die PARTEI | 0,1               |
| Sebastian Greiner           | 1,5              | PIRATEN    | 1,6               |
| Bernd M. Schöppe            | 1,5              | pro NRW    | 1,4               |
| Abdelaaziz Fachrou          | 0,5              | BIG        | 0,5               |

## Landtagswahl 2005
Wahlberechtigt zur Landtagswahl 2005 waren 93.542 Einwohner des Wahlkreises. Die Wahlbeteiligung lag bei 63,3 %.
| Direktkandidat        | Partei | Stimmen in % |
| --------------------- | ------ | ------------ |
| Hans-Peter Milles     | SPD    | 37,0         |
| Peter Preuß           | CDU    | 44,2         |
| Fred Suchantke        | FDP    | 6,6          |
| Martin-Sebastian Abel | GRÜNE  | 5,3          |
| Karl-Heinz Fischer    | REP    | 1,0          |
| Renate Gebel          | PDS    | 0,9          |
| Hans-Georg Seidel     | BüSo   | 0,2          |
| Holger Wilke          | NPD    | 0,9          |
| Martin Reichert       | Graue  | 2,1          |
| Wolfgang Spahr        | WASG   | 1,9          |

## Wahlkreissieger
| Jahr | Wahlkreisname     | Gebiet                                                                           | Direktmandat         | Partei |
| ---- | ----------------- | -------------------------------------------------------------------------------- | -------------------- | ------ |
| 1947 | 46 Düsseldorf-Ost | Teile von Düsseldorf                                                             | Georg Richter        | SPD    |
| 1950 | 46 Düsseldorf-Ost | Teile von Düsseldorf                                                             | Georg Richter        | SPD    |
| 1954 | 46 Düsseldorf-Ost | Teile von Düsseldorf                                                             | Lieselotte Wicke     | SPD    |
| 1958 | 46 Düsseldorf IV  | Düsseldorf (östlicher Teil)                                                      | Lieselotte Wicke     | SPD    |
| 1962 | 46 Düsseldorf IV  | Düsseldorf (östlicher Teil)                                                      | Lieselotte Wicke     | SPD    |
| 1966 | 47 Düsseldorf IV  | Düsseldorf (östlicher Teil)                                                      | Lieselotte Wicke     | SPD    |
| 1970 | 47 Düsseldorf IV  | Düsseldorf (östlicher Teil)                                                      | Lieselotte Wicke     | SPD    |
| 1975 | 47 Düsseldorf IV  | Düsseldorf (östlicher Teil)                                                      | Hans Reymann         | SPD    |
| 1980 | 47 Düsseldorf IV  | Stadtbezirke 9 und 10                                                            | Jürgen Büssow        | SPD    |
| 1985 | 47 Düsseldorf IV  | Stadtbezirke 9 und 10                                                            | Jürgen Büssow        | SPD    |
| 1990 | 47 Düsseldorf IV  | Stadtbezirke 9 und 10                                                            | Jürgen Büssow        | SPD    |
| 1995 | 47 Düsseldorf IV  | Stadtbezirke 9 und 10                                                            | Jürgen Büssow        | SPD    |
| 2000 | 48 Düsseldorf IV  | Stadtbezirke 9 und 10                                                            | Hans-Peter Milles    | SPD    |
| 2005 | 43 Düsseldorf IV  | Stadtbezirke 9 und 10, vom Stadtbezirk 8 die Stadtteile Unterbach und Vennhausen | Peter Preuß          | CDU    |
| 2010 | 43 Düsseldorf IV  | Stadtbezirke 9 und 10, vom Stadtbezirk 8 die Stadtteile Unterbach und Vennhausen | Peter Preuß          | CDU    |
| 2012 | 43 Düsseldorf IV  | Stadtbezirke 9 und 10, vom Stadtbezirk 8 die Stadtteile Unterbach und Vennhausen | Walburga Benninghaus | SPD    |
| 2017 | 43 Düsseldorf IV  | Stadtbezirke 9 und 10, vom Stadtbezirk 8 die Stadtteile Unterbach und Vennhausen | Peter Preuß          | CDU    |
| 2022 | 44 Düsseldorf IV  | Stadtbezirke 9 und 10, vom Stadtbezirk 8 die Stadtteile Unterbach und Vennhausen | Peter Blumenrath     | CDU    |